# ورقة 1000 بيسو فلبيني
ورقة 1000 بيسو فلبيني (بالفلبينية: Sanlibong Piso‏)(₱1000، PHP1000) هي فئة من العملة الفلبينية. هي أكبر طائفة متداولة بشكل عام في الفلبين. وهي حاليًا فئة البيسو البوليمر الفلبينية الوحيدة. على وجه الورقة خوسيه عباد سانتوس وفيسنتي ليم وجوزيفا لانيس إسكودا، وعلى الظهر حديقة توباتاها الطبيعية وبينكتادا ماكسيما.

## التاريخ

### ما قبل الاستقلال
بسبب التضخم المفرط الناجم عن الحرب العالمية الثانية في عام 1948، اضطر اليابانيون إلى إصدار فئات أعلى من عملاتهم الورقية البيسو. لم تعد الورقة قانونية بعد التحرير.

### الاستقلال

#### سلسلة التصميم الجديد (1991–2012)
أصدر البنك المركزي الفلبيني فئة الألف بيسو في ديسمبر 1991. على وجه الورقة رئيس المحكمة العليا السابق خوسيه عباد سانتوس، وجوزيفا لانيس إسكودا عاملة مدنية وأحد مؤسسي فتيات الكشافة في الفلبين، وفيسنتي ليم وهو جنرال في الجيش الفلبيني وكان أول فلبيني خريج من ويست بوينت. وهم أبطال مقامو الاحتلال الياباني للفلبين. الورقة في الغالب زرقاء. على الظهر مصاطب أرز باناو وجرة مانونغول ومسجد لانغال في تمثيل مجموعات جزر الفلبين الثلاث (لوزون وبيسايا ومينداناو). هذه أيضًا الورقة الوحيدة في السلسلة التي تستخدم حبرًا متغيرًا بصريًا. صمم الورقة روميو مانانكويل.

#### سلسلة عملات الجيل الجديد (2010–الآن)
عدلت صور عباد سانتوس وإسكودا وليم وأضيف مشهد الاحتفال بالذكرى المئوية لاستقلال الفلبين في أسفل اليسار وصورة ميدالية وسام لاكاندولا. على الظهر الآن منتزه شعاب توباتها المرجانية الطبيعي وبينكتادا ماكسيما. أصدرت نسخة محدثة من ورة 1000 بيسو في عام 2017. أزليت صورة وسام لاكاندولا من على وجه الورقة.

#### سلسلة البوليمر (2022)
أعلن البنك الفلبيني في منتصف عام 2021 أنه سيغير تصاميم الجديدة لأوراق البوليمر لتصور النباتات والحيوانات في البلاد. استبدلت صور إسكودا وعباد سانتوس وليم بصورة عقاب فلبيني. كانت ردود الفعل على التصميم متباينة فمن ناحية انتقد أحفاد إسكودا وعباد سانتوس وليم القرار في نظرهم على أنه عدم احترام لذكراهم وحثوا البنك المركزي على الاحتفاظ بالصور الثلاث في سلسلة الجيل الجديد. رأى نقاد آخرون أن إعادة التصميم هي الخطوة الأولى في إزالة صور نينوي أكينو وكورازون أكينو من ورقة 500 بيسو.
| الصورة | الصورة | الابعاد          | اللون الأساسي | اللون الأساسي | التصميم      | التصميم                                                                       | تاريخ الإصدار | التداول               |
| الصورة | الصورة | الابعاد          | اللون الأساسي | اللون الأساسي | الوجه        | الظهر                                                                         | تاريخ الإصدار | التداول               |
| ------ | ------ | ---------------- | ------------- | ------------- | ------------ | ----------------------------------------------------------------------------- | ------------- | --------------------- |
|        |        | 160 ملم × 66 ملم |               | أزرق فاتح     | عقاب فلبينية | شعاب توباتها المرجانية في بحر سولو، بينكتادا ماكسيما؛ تصميم مينداناو لتونالاك | 18 أبريل 2022 | في تداول تجريبي محدود |
|        |        |                  |               |               |              |                                                                               |               |                       |

## سنوات الطباعة
| السلسلة                  | السنة     | رئيس الفلبين           | محافظ البنك المركزي     |
| ------------------------ | --------- | ---------------------- | ----------------------- |
| سلسلة التصميم الجديد     | 1991–1992 | كورازون أكينو          | Jose L. Cuisia Jr.      |
| سلسلة التصميم الجديد     | 1992–1993 | فيدل فالديس راموس      | Jose L. Cuisia Jr.      |
| سلسلة التصميم الجديد     | 1993–1998 | فيدل فالديس راموس      | Gabriel C. Singson ‏     |
| سلسلة التصميم الجديد     | 1998–1999 | جوزيف استرادا          | Gabriel C. Singson ‏     |
| سلسلة التصميم الجديد     | 1999–2000 | جوزيف استرادا          | رافاييل بوينافنتيورا    |
| سلسلة التصميم الجديد     | 2001–2004 | غلوريا ماكاباغال أرويو | رافاييل بوينافنتيورا    |
| سلسلة التصميم الجديد     | 2005–2010 | غلوريا ماكاباغال أرويو | Amando M. Tetangco Jr. ‏ |
| سلسلة التصميم الجديد     | 2010–2012 | بنيغنو آكينو           | Amando M. Tetangco Jr. ‏ |
| سلسلة عملات الجيل الجديد | 2010–2016 | بنيغنو آكينو           | Amando M. Tetangco Jr. ‏ |
| سلسلة عملات الجيل الجديد | 2016–2017 | رودريغو دوتيرتي        | Amando M. Tetangco Jr. ‏ |
| سلسلة عملات الجيل الجديد | 2017–2019 | رودريغو دوتيرتي        | Nestor Espenilla Jr.    |
| سلسلة عملات الجيل الجديد | 2019–2022 | رودريغو دوتيرتي        | Benjamin E. Diokno ‏     |
| سلسلة عملات الجيل الجديد | 2022–الآن | بونغ بونغ ماركوس       | Felipe M. Medalla ‏      |